# Michael J. Inacker
Michael J. Inacker (* 15. Juni 1964) ist ein deutscher Lobbyist, Journalist, Buchautor und Manager.

## Leben
Nach dem Abitur studierte Inacker an der Universität Bonn Politische Wissenschaft, Öffentliches Recht sowie Mittlere und Neuere Geschichte. 1986 studierte er am Center for International and Strategic Affairs der University of California, Los Angeles. Während des Studiums war Inacker freier Mitarbeiter beim Deutschlandfunk in Köln. Er promovierte beim Bonner Politikwissenschaftler Karl Dietrich Bracher über Kirche und Demokratie.
Von 1989 bis 1990 war er im Planungsstab des Bundesverteidigungsministeriums. Seine journalistische Laufbahn begann Inacker 1991 als Redakteur des Rheinischen Merkur. Von 1992 bis 1997 war er Chefkorrespondent und Leiter der Meinungsseite der Welt am Sonntag in Hamburg mit zahlreichen Aufenthalten in Krisengebieten wie Südostanatolien (Golf-Krieg), Somalia, Bosnien und Kroatien. 1993 war er einer der Autoren des Sammelbands Die selbstbewusste Nation. Nach einer zweijährigen Tätigkeit als Leiter des Planungsstabs des Vorstandsvorsitzenden Jürgen E. Schrempp der DaimlerChrysler AG in Stuttgart, wurde Inacker 2000 Leiter des Hauptstadtbüros der Frankfurter Allgemeine Sonntagszeitung.  2004 wechselte Inacker erneut zur DaimlerChrysler AG und übernahm die Leitung des Direktionsbereichs Politik und Außenbeziehungen. Im Oktober 2006 wurde er zum Stellvertretenden Chefredakteur und Leiter des Hauptstadtbüros der Wirtschaftswoche berufen. Von Februar 2009 bis März 2012 war Inacker Bereichsleiter für Unternehmenskommunikation & Public Affairs bei der Metro AG. Seit April 2012 hat er die Leitung des Hauptstadtbüros sowie den Posten des stellvertretenden Chefredakteurs beim Handelsblatt inne.
Im Juni 2013 gab Siemens bekannt, dass Inacker ab Oktober den Konzern-Bereich „Corporate Communications und Corporate Branding“ leiten werde. Bereits im August 2013 widerrief der Siemens-Konzern die Berufung aber und teilte mit, dass Inacker die Stelle nicht antreten werde; statt des Kommunikations-Chefs tauschte Siemens seinen Vorstandsvorsitzenden aus.
Für Inacker gab es kein Zurück zum Handelsblatt: im September wurde dort Spiegel-Mann Thomas Tuma sein Nachfolger.
Stattdessen wechselt Inacker 2014 zur WMP Eurocom und führt dort unter dem Vorstandsvorsitzenden Hans-Hermann Tiedje als Vorstandsmitglied die Sparten Unternehmens- und Finanzkommunikation, politische Kommunikation und Litigation-PR. Seit 1. Februar 2015 war er deren Vorstandsvorsitzender als Nachfolger von Hans-Hermann Tiedje. Einem Feature des Deutschlandfunk folgend, hatte Inacker 2019 in dieser Funktion Kontakt zu einem Informanten, der Belege über die Finanzierung der Hisbollah im Libanon durch ein Mitglied der Königsfamilie des Emirat Katar hatte. Inacker vermittelte einen Kontakt zur katarischen Botschaft in Brüssel. Für das Verschweigen des Dossiers boten die Katarer dem Informanten 750.000 Euro, „Geld, von dem WMP-Chef Inacker dann einen Teil habe abschöpfen wollen.“ Inacker hat die Vorwürfe über seinen Anwalt als unwahr zurückgewiesen, „Hr. Dr. Inacker hat selbstverständlich keine Dokumente unterdrückt. Er war nie im Besitz eines 'Dossiers' von 'Jason G.' und ist es auch heute nicht. Es hat, anders als Ihre Anfrage andeutet, auch nie eine Zahlung von 'Jason G.' an Hr. Dr. Inacker persönlich [...] gegeben.“ Zudem berichtet „Die ZEIT“, dass Inacker die Spitze des BND direkt über „Jason G“ informierte. Im August 2020 trat er von seiner Position als Vorstandsvorsitzender zurück. Als Grund nannte Inacker seine Parkinsonerkrankung sowie interne Streitigkeiten im WMP-Aufsichtsrat und zwischen den Gesellschaftern Hans-Hermann Tiedje und dem ehemaligen Porsche Vorstandschef Wendelin Wiedeking. So widersetzte sich Inacker einer Aufforderung, dem zweitgrößten Aktionär Wiedeking ein Hausverbot zu erteilen. Im Februar 2021 erstattete die WMP Eurocom AG Strafanzeige wegen schwerer Untreue gegen Inacker. Die Strafanzeige gegen Inacker wurde jedoch im Mai 2021 von der Staatsanwaltschaft Berlin wieder eingestellt. Gegen diese Entscheidung legte die WMP Beschwerde ein. Auch dieser juristische Versuch wurde seitens der Generalstaatsanwaltschaft von Berlin zurückgewiesen. Damit hat die Staatsanwaltschaft – laut Branchendienst „Meedia“ – „drei Ermittlungsverfahren gegen Inacker mittlerweile eingestellt“. Inacker hat mit Michael Behrens, ehemals Vorstand der WMP Eurocom AG, die Agentur Die Himmelsschreiber gegründet und seinerseits darauf hingewiesen, so schreibt das „PR-Magazin“, die WMP „wolle einem neuen Wettbewerber einen ‚möglichst großen Rufschaden‘ zufügen“.
Inacker ist Vorsitzender des Kuratoriums der Internationalen Martin Luther Stiftung und zählt zum Trägerkreis des Kongresses Christlicher Führungskräfte. 2003 erhielt er den Medienpreis für kreative Wortschöpfungen.

## Privates
Inacker ist verheiratet und hat zwei Kinder. Er wohnt in Kleinmachnow bei Berlin.